# سمك لبن تمر هندي
سمك لبن تمر هندي هو فلم دراما كوميدية مصري  إنتاج عام 1988 للمخرج رأفت الميهي، ومن بطولة محمود عبد العزيز ومعالي زايد. القصة والسيناريو والحوار أيضا للمخرج الميهي. صدر الفيلم إلى دور العرض 21 نوفمبر 1988.
صدر الفيلم إلى دور العرض المصرية في 21 نوفمبر 1988.
منح موقع قاعدة بيانات الأفلام على الإنترنت (IMDB) الفيلم درجة 6.2/ 10.
منح موقع قاعدة بيانات الأفلام العربية «السينما.كوم» الفيلم درجة 6.3/ 10.

## طاقم التمثيل
- محمود عبد العزيز: في دور أحمد سبانخ
- معالي زايد: في دور قدارة
- يوسف داوود: في دور ضباط الإنتربول ملاك
- أشرف عبد الباقي: في دور سائق سيارة الشرطة

بالاشتراك مع:
مخلص البحيرى، مجدي فكري، ماهر سليم، عائشة الكيلاني، محمد درديري، محمد الشويحي، إيهاب السعدنى، روحية جمال، أحمد شطا، حسنين سرور، محمود عجلو، ميرنا لوي، محمد دسوقي، عبد المنعم النمر، محمد أبو حشيش، ميرفت قناوي، كمال العقر، هدى عيسى، فوزي الشرقاوي، عبد العزيز عيسى، كمال سليمان، حمدي يوسف، عدوي غيث.

## أحداث الفيلم
يبدأ الفيلم والممثل الأول محمود عبد العزيز يحذر المشاهد من تصديق ما سوف يراه، فإن رجال الشرطة والأطباء في الفيلم هم محض تمثيل، وتظهر الممثلة معالي زايد لتؤكد هذه القاعدة وهي تقول: «كله تمثيل في تمثيل».
تبدأ الأحداث والطبيب البيطري، الدكتور أحمد (محمود عبد العزيز) يستيقظ في الصباح ليجد شقيقته (عائشة الكيلاني) تشتكي من انقطاع الماء، ووالدته (هدى عيسى) مازالت تنظر إلى صورة شقيقه الذي سافر إلى الخارج للعمل. يعرف أحمد أن والدته تسدد مبلغ شهري لوالد خطيبته قدارة (معالي زايد) ليكون بمثابة مهر لزواجه من خطيبته التي مازالت في مرحلة الخطوبة منذ عشرة سنوات. يثور أحمد لانقطاع الماء وللمبلغ الشهري المدفوع، ويهرع إلى شقة خطيبته ليهاجم والدها الذي هو أيضا مالك المبنى والمسئول عن انقطاع الماء.
يتوفى والد الدكتور أحمد ويذهب لاستلام جثته القادمة إلى مصر من الخارج حيث كان يعمل، مصطحبًا معه خطيبته قدارة، لكن ملاك (يوسف داوود) ضابط الانتربول، يرفض تسليمهم الجثة حيث ان موضوع وفاته تحت البحث والتحقيق لأن والده كان ارهابيًا، بل أيضًا يتهم الدكتور أحمد وخطيبته قدارة بأنهما ارهابيان أيضًا.
يأخذ الفيلم اتجاه آخر بشكل فانتازيا غير معقولة، والشرطة الدولية تطارد البطل وخطيبته، وأيضًا يطاردهم جهة ارهابية أخرى كانت السبب في سفر والده للخارج مقابل مبلغ شهري يسدده.

## استقبال الفيلم
كتب أحمد شوشة على موقع الوطن في مقال تحت عنوان، من «سمك لبن تمر هندي» إلى «تفاحة»، وأشاد بالمخرج رأفت الميهي واعتبره أحد أهم كتاب السيناريو في جيله، وقدم الفيلم باسلوب الفنتازيا.
كتب حسن حداد على موقع سينماتيك: «نحن أمام عمل سينمائي فانتازي رائد. بل يمكن وصفه بأنه مغامرة فنية قام بها رأفت الميهي في إطار بحثه الدائم عن الجديد وغير المألوف. وهي بالطبع مغامرة شجاعة الهدف منها هو تحطيم كل القواعد المتعارف عليها لمخاطبة المتفرج. هذا المتفرج الذي مل من هذا الكم الهائل الذي تقدمه دوائر الإنتاج السينمائي المصري. ويبقى الرهان على هذا المتفرج، ومدى استعداده لتقبل هذا الجديد» واسترسل قائلًا: «وبالرغم من أن رأفت الميهي نجح في تقديم اسكتشات كاريكاتورية ساخرة متتالية، متنقلاً من الخيال إلى اللامعقول إلى الجنون، إلا أنه يخضع مشاهده تلك لمنطق داخلي خاص، ويعتمد على موازنة عقلية ذكية ومدروسة بين الفن المتمرد والواقع الإجتماعي. حيث أن الأحداث والمواقف الفانتازية والكاريكاتورية، يغلفها خيال لا حدود له، يستمد مادته العبثية من واقع صار أشد عبثية من كل عبث فني».
كتبت موقع (موسوعة كله لك): «فيلم سمك لبن تمر هندي من أجمل وافضل الأفلام للمبدع محمود عبد العزيز، والمخرج والمؤلف رأفت الميهي، ومساعده ماهر السيسي، انتج عام 1988 ويعتبر من أكثر الأفلام تعبيرًا عن الظلم الذي تتعرض له فئة معينة من الشعب، بحجة عدم وجود ظهر يساندها، فالفقر والضيق يجعل الإنسان بلا قيمة يمكن لأي جهة أن تدوس بقدمها عليه».
كتب عبد الرحمن بدوي في بوابة الأهرام: «رأفت الميهي هو صاحب جرأة سياسية في طرح وجهات نظره المثيرة للتأمل والجدل».
كتب عمر داود في مقالة بعنوان "أجزاء مصرية مُكمِّلة: نجاح أو فشل"، على موقع مقالة: "يخلق الميهي عالمه المستمر جامعًا فيه شخصيات ومصائر أفلامه السابقة، وفي فيلم «سمك لبن تمر هندي» (1988)، جاعلاً بطله شقيق بطل فيلمه السابق "الأفوكاتو" (1983)... فيلم سمك لبن تمر هندي هو واحد من أجمل الأفلام للمخرج محمود عبد العزيز والمخرج والمؤلف رأفت الميهي.  

## وصلات خارجية
- سمك لبن تمر هندي (1988)
- سمك لبن تمر هندي (1988)
- سمك لبن تمر هندي (1988)